# Hurius aeneus
Hurius aeneus är en spindelart som först beskrevs av Cândido Firmino de Mello-Leitão 1941.  
Hurius aeneus ingår i släktet Hurius och familjen hoppspindlar. Inga underarter finns listade i Catalogue of Life.